# 橡樹溪山 (加利福尼亞州)
橡樹溪山（英語：Oak Creek Hills）是位於美國加利福尼亞州埃爾多拉多縣的一個非建制地區。該地的面積和人口皆未知。

## 地理
橡樹溪山的座標為38°42′51″N 121°04′37″W / 38.71417°N 121.07694°W，而該地的平均海拔高度為180米（即591英尺）。